# Quà tặng

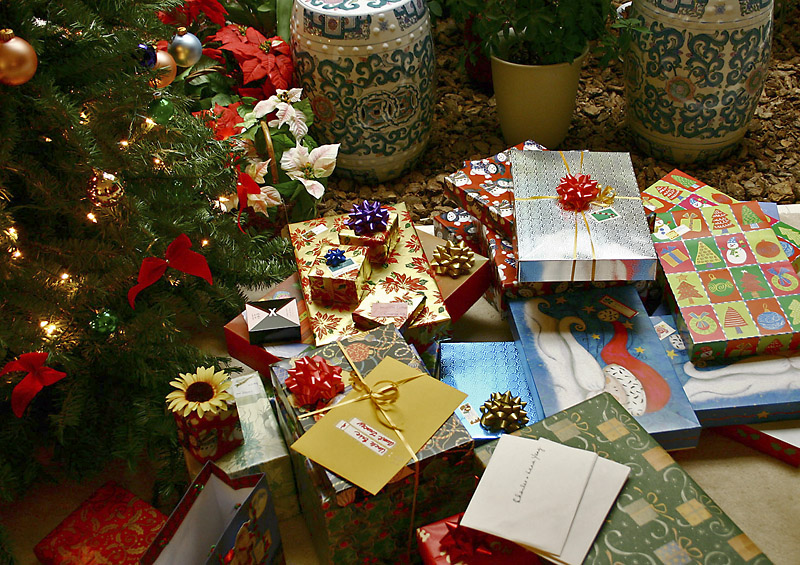
Quà dưới cây Giáng sinh

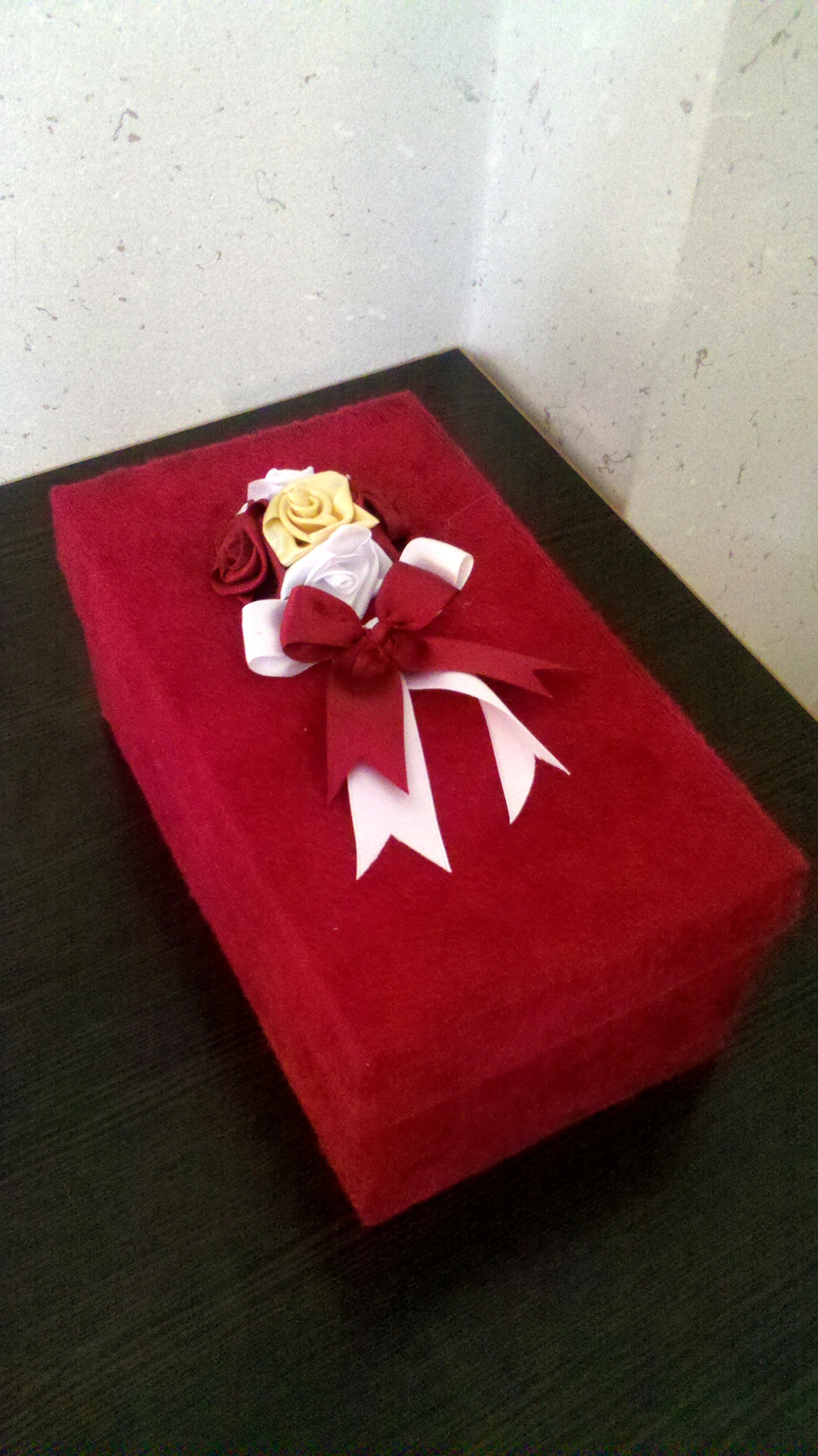
Hộp quà màu đỏ

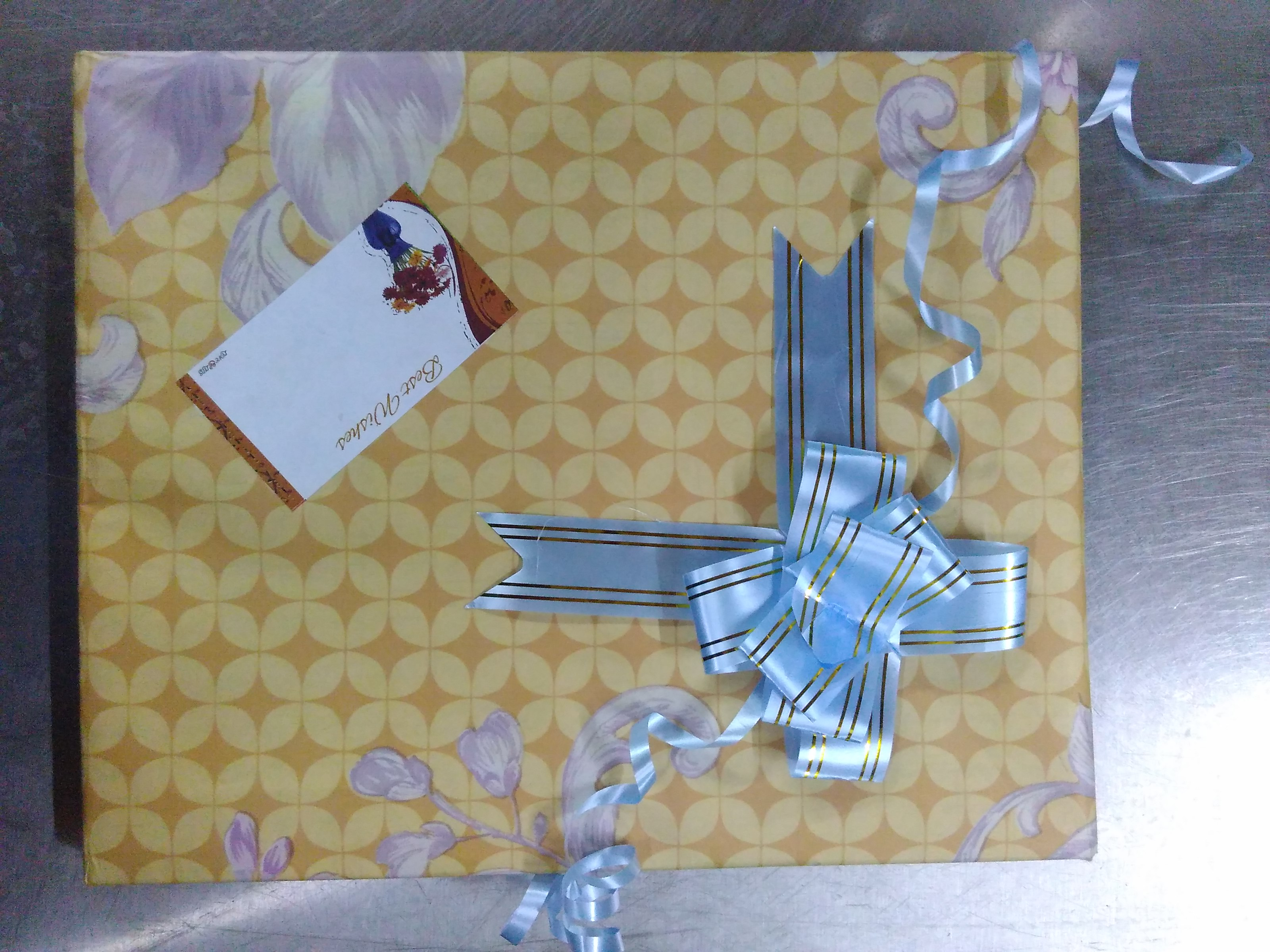
Đóng gói quà

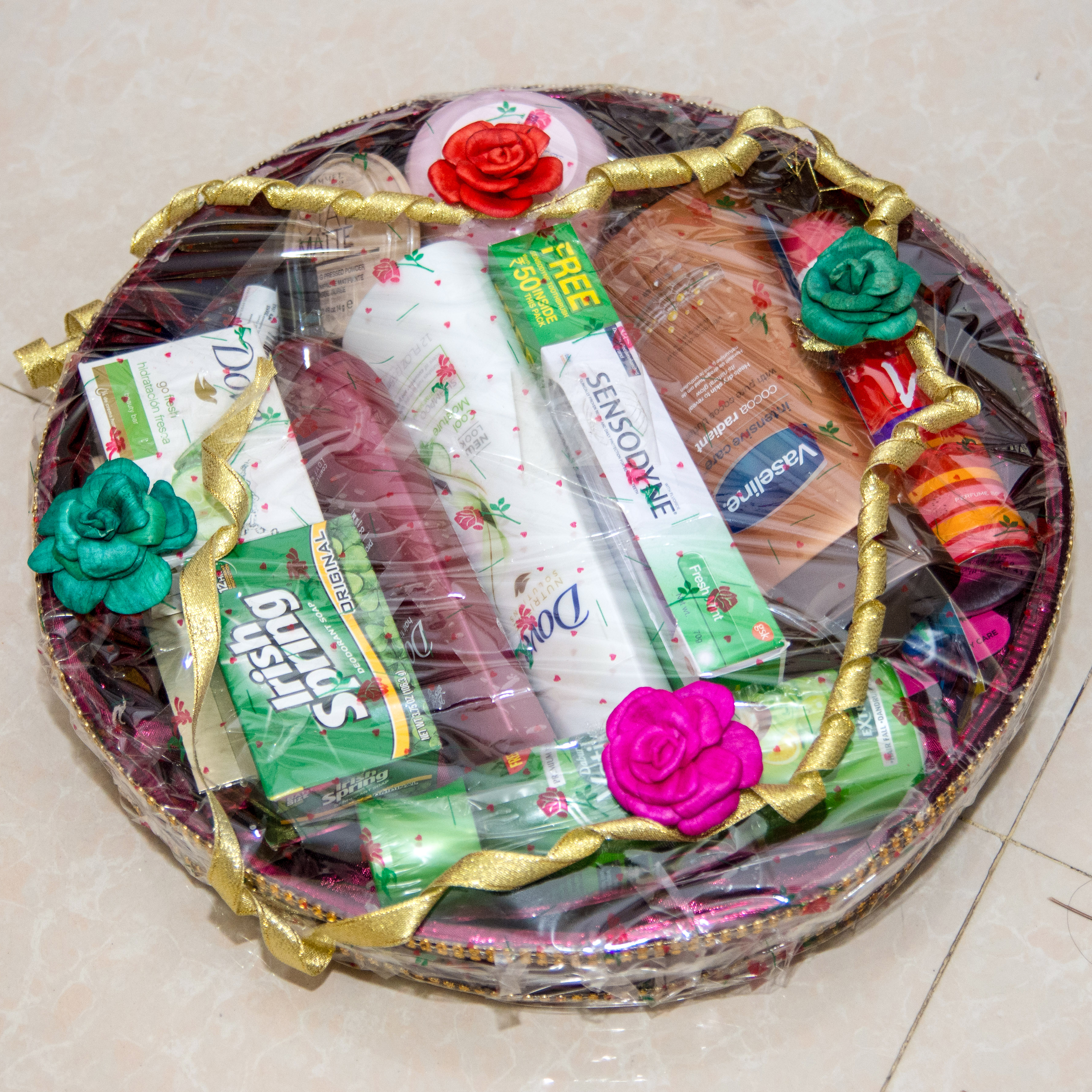
Rổ quà đính hôn hiện đại tại Bangladesh.

Quà tặng là một thứ gì đó (dạng vật thể hoặc phi vật thể) được trao cho một người một cách tự nguyện và không có tính chất trao đổi. Quà tặng thường được dùng để làm cho người nhận được nó hạnh phúc, hoặc thể hiện sự trân trọng, kính trọng của người tặng quà đối với người nhận. Quà tặng cũng có thể biểu hiện lòng biết ơn của người tặng quà đối với người nhận vì những điều mà người được tặng quà đã làm cho họ trong quá khứ.
Các nhà kinh tế đã xây dựng tính kinh tế của việc tặng quà thành khái niệm về kinh tế quà tặng. Bằng cách mở rộng, món quà có thể đề cập đến bất kỳ mục hoặc hành động dịch vụ nào làm cho người khác vui hơn hoặc bớt buồn hơn, đặc biệt có thể là một đặc ân, bao gồm cả sự tha thứ và lòng tốt. Quà tặng cũng được trao trước tiên và quan trọng nhất vào các dịp như sinh nhật và ngày lễ.

## Trình bày
Trong nhiều nền văn hóa, quà tặng thường được đóng gói theo cách truyền thống. Ví dụ, trong văn hóa phương Tây, quà thường được bọc trong giấy gói quà và kèm theo một thẻ ghi chú có thể ghi chú về dịp, tên người nhận và tên người tặng. Trong văn hóa Trung Quốc, việc dùng giấy gói màu đỏ biểu thị sự may mắn. Mặc dù quà tặng giá rẻ là phổ biến trong các mối quan hệ đồng nghiệp, đối tác và người quen, nhưng quà tặng đắt tiền hoặc quà tặng mang tính chất yêu thương thì thích hợp hơn trong mối quan hệ bạn bè thân thiết, tình yêu hoặc gia đình.

## Các dịp tặng quà
Các dịp tặng quà có thể là:
- Sự biểu đạt tình yêu hoặc tình bạn.
- Sự biểu đạt lòng biết ơn với món quà đã nhận.
- Sự biểu đạt lòng thành kính, thông qua hình thức đóng góp từ thiện.
- Sự biểu đạt lòng đoàn kết, thông qua hình thức trợ giúp đồng lòng.
- Chia sẻ tài sản.
- Đền bù những rủi ro không may.
- Tặng quà kỷ niệm du lịch.
- Phong tục truyền thống, trong các dịp (thường là các buổi kỷ niệm) như
  - Sinh nhật (người có sinh nhật tặng bánh, vv. và/hoặc nhận quà)
  - Potlatch, trong các xã hội mà tầng lớp xã hội liên quan đến việc tặng quà chứ không phải tích luỹ.
  - Giáng sinh (trong suốt lịch sử tặng quà Giáng sinh, mọi người tặng quà cho nhau, thường giả vờ là do Ông già Noel, Đức Giêsu trẻ con hoặc Thánh Nicola tặng).
  - Lễ kỷ niệm Saint Nicholas (mọi người tặng quà cho nhau, thường được cho là tặng từ Saint Nicholas).
  - Rổ trứng Phục sinh với trứng socola, đường cao su và thỏ socola là những món quà được tặng trong dịp Phục sinh.
  - Công giáo Hy Lạp tặng quà cho gia đình và bạn bè trong ngày lễ Lễ Basil.
  - Người Hồi giáo tặng quà cho gia đình và bạn bè, gọi là Eidi, trong ngày lễ Eid al-Fitr (kết thúc Ramadan) và Eid al-Adha.
  - Người Do Thái Mỹ tặng quà Hanukkah cho gia đình và bạn bè.
  - Hindu tặng quà Diwali và Pongal cho gia đình và bạn bè. Rakhi hoặc Raksha Bandhan là một dịp khác, khi anh em trai tặng quà cho chị em gái.
  - Phật giáo tặng Vesak cho gia đình và bạn bè.
  - Người Mỹ gốc Phi và bạn bè tặng quà cho nhau trong ngày lễ Kwanzaa.
  - Đám cưới (cặp đôi nhận quà và tặng thức ăn và/hoặc đồ uống trong buổi tiệc cưới).
  - Lễ kỷ niệm hôn nhân (mỗi vợ chồng nhận quà).
  - Đám tang (khách đến mang hoa, người thân của người qua đời tặng thức ăn và/hoặc đồ uống sau phần lễ).
  - Sinh con (em bé nhận quà, hoặc mẹ nhận quà từ cha của em bé, gọi là push present).
  - Khi thi đỗ (học sinh nhận quà).
  - Ngày của Cha (cha nhận quà).
  - Ngày của Mẹ (mẹ nhận quà).
  - Ngày của Anh Chị Em (anh chị em nhận quà)
  - Trao đổi quà giữa khách mời và chủ nhà, thường là một phong tục truyền thống.
  - Lagniappe
  - Quà tặng nghỉ hưu
  - Quà tặng chúc mừng
  - Quà tặng đính hôn
  - Quà tặng buổi khai trương nhà mới
  - Quà tặng Ngày Phụ nữ
  - Ngày Valentine

## Quà tặng quảng cáo
Quà tặng quảng cáo khác biệt so với các món quà thông thường. Người nhận quà có thể là nhân viên của một công ty hoặc khách hàng. Mục đích chính của quà tặng quảng cáo là để quảng cáo sản phẩm hoặc thương hiệu. Chúng được sử dụng để giới thiệu và tăng cường nhận thức về thương hiệu đối với công chúng. Trong quy trình tặng quà quảng cáo, chất lượng và cách trình bày của món quà quan trọng hơn chính món quà bởi vì nó có vai trò như một cánh cửa để thu hút khách hàng hoặc đối tác mới.

## Như một phương tiện củng cố và chi phối
Việc tặng quà cho ai đó không chỉ đơn thuần là một hành động nhân đạo. Đôi khi, quà tặng được trao với hy vọng người nhận sẽ đáp lại một cách cụ thể. Nó có thể được coi là một hình thức củng cố tích cực, như một phần thưởng để khuyến khích người nhận tuân thủ, hoặc có thể được sử dụng như một phương tiện để chi phối tâm lý và có mục đích lợi dụng và lạm dụng.

## Những món quà không mong muốn
Việc tặng một món quà phù hợp với sở thích của người nhận có thể là một thách thức khó khăn. Người tặng quà thường mắc sai lầm khi chọn quà, có thể tặng những món mà người nhận không muốn hoặc không đáp ứng được mong đợi của họ. Ví dụ, người tặng tránh tặng lại cùng một món quà nhiều lần trong khi người nhận có thể chấp nhận một món quà đã từng nhận trước đó, người tặng thường tránh tặng những sản phẩm tự nâng cao bản thân (ví dụ: sách tự giúp bản thân) trong khi người nhận có thể chấp nhận những món quà như vậy, khi lựa chọn giữa việc tặng thẻ quà kỹ thuật số và thẻ quà vật lý, người tặng thường ưu tiên chọn loại thẻ quà vật lý hơn so với mong muốn của người nhận, và nhiều người nhận thích những trải nghiệm trong tương lai hơn là nhận một vật phẩm, hoặc một món quà thực tế mà họ yêu cầu, thay vì một món quà đắt hơn, hoành tráng hơn mà người tặng đã chọn. Một nguyên nhân gây ra sự không phù hợp giữa quan điểm của người tặng và người nhận là người tặng tập trung vào hành động tặng quà, trong khi người nhận quan tâm hơn đến giá trị lợi ích lâu dài của món quà.
Do sự không phù hợp giữa sở thích của người tặng và người nhận, một phần đáng kể các món quà không mong muốn hoặc người tặng chi trả cho món quà nhiều hơn giá trị mà người nhận đánh giá, dẫn đến một sự lãng phí tài nguyên kinh tế được biết đến như một sự mất cân đối kinh tế. Những món quà không mong muốn thường được "tái tặng", quyên góp cho từ thiện hoặc bị vứt bỏ. Một món quà thực tế gây phiền toái cho người nhận, có thể do chi phí bảo trì, lưu trữ hoặc vứt bỏ, được gọi là "voi trắng".
Một cách giảm thiểu sự không phù hợp giữa sở thích của người mua và người nhận là thông qua việc điều phối trước, thường được thực hiện dưới dạng danh sách đăng ký cưới hoặc danh sách đồng ý Giáng sinh. Đặc biệt, danh sách đăng ký cưới thường được lưu trữ tại một cửa hàng duy nhất, nơi có thể xác định chính xác những món đồ cần mua (đảm bảo sự phù hợp với đồ gia dụng), và điều phối việc mua hàng để tránh việc nhiều khách mua cùng một món quà. Một nghiên cứu đã phát hiện rằng khách mời dự đám cưới thường không tuân thủ danh sách đăng ký vì họ muốn thể hiện mối quan hệ gần gũi hơn với cặp đôi bằng cách cá nhân hóa món quà, và kết quả là, do không tuân thủ sở thích của người nhận, những món quà của họ thường không được đánh giá cao hơn.
Ở Hoa Kỳ, vào năm 2017, ước tính đã chi khoảng 3,4 tỷ đô la cho những món quà Giáng sinh không được mong muốn. Ngày sau Giáng sinh thường là ngày bận rộn nhất với việc trả hàng ở các nước có truyền thống tặng quà Giáng sinh lớn. Ước tính giá trị chưa được sử dụng của thẻ quà mua tại Hoa Kỳ mỗi năm là khoảng một tỷ đô la.

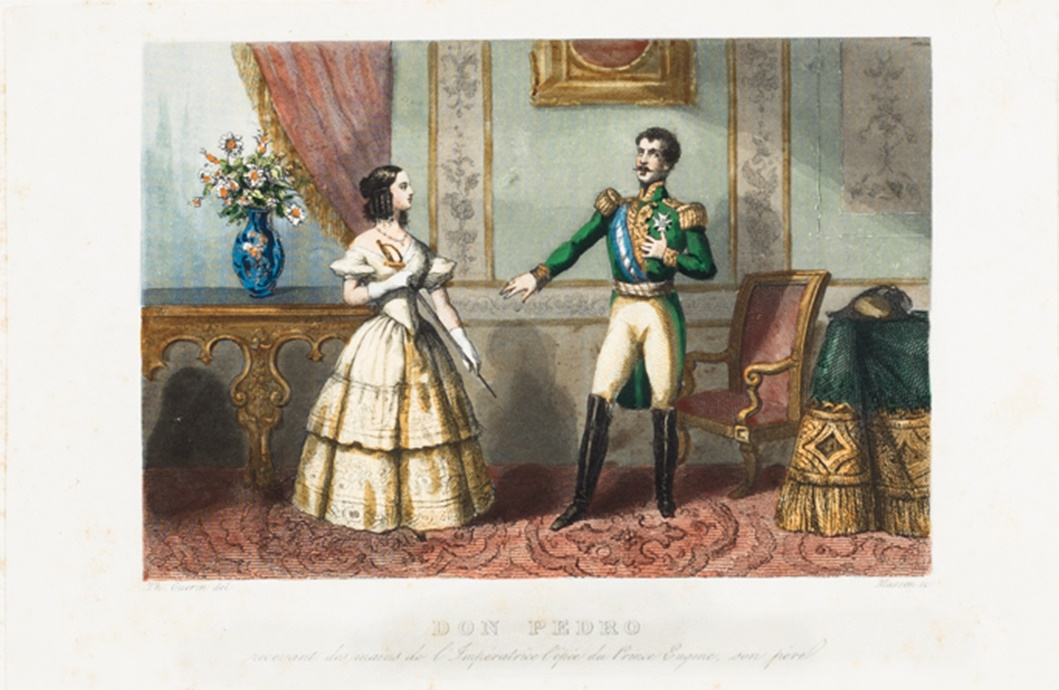
Hoàng đế Pedro I của Brazil nhận một quà tặng gốm sứ từ vợ mình Amélie. Nó thuộc về cha cô ấy là Eugène de Beauharnais.

Trong một số trường hợp, người tặng quà có thể biết rất rõ sở thích của người nhận và có thể tặng những món quà có giá trị cao. Một số giá trị trong việc tặng quà đến từ việc khám phá sở thích được hỗ trợ - nhận được những món quà mà họ không biết rằng mình sẽ thích hoặc không biết rằng chúng có sẵn. Các nhà kinh tế hành vi đề xuất rằng giá trị phi vật chất của món quà nằm trong việc củng cố mối quan hệ bằng cách cho thấy người tặng đã suy nghĩ, hoặc dành thời gian và công sức cho món quà.

## Khía cạnh pháp lý
Theo quy định pháp lệnh chung, để một món quà có hiệu lực pháp lý, cần có (1) ý định từ phía người tặng để tặng một món quà và (2) việc chuyển giao món quà cho người nhận.
Ở một số quốc gia, những loại quà tặng vượt quá một mức giá nhất định sẽ phải chịu thuế. Đối với Hoa Kỳ, xem thông tin về Thuế quà tặng tại Hoa Kỳ.
Trong một số trường hợp, việc tặng quà có thể bị hiểu là hối lộ. Điều này thường xảy ra trong những tình huống mà món quà được tặng kèm theo thỏa thuận ngầm hoặc rõ ràng giữa người tặng và người nhận rằng một dạng dịch vụ sẽ được cung cấp (thường bên ngoài các phương pháp hợp pháp thông thường) như một phần của quà tặng đó. Một số nhóm, như nhân viên chính phủ, có thể áp dụng các quy định nghiêm ngặt về việc tặng và nhận quà để tránh mọi hình thức bất chính có thể xảy ra.
Những món quà bằng tiền chuyển qua biên giới quốc gia phải chịu thuế ở cả nước gốc và nước đích dựa trên hiệp định giữa hai quốc gia.

## Quan điểm tôn giáo
Lewis Hyde khẳng định trong The Gift rằng Kitô giáo coi Sự kiện Thân thể và cái chết sau này của Chúa Giêsu là món quà lớn nhất dành cho loài người, và rằng Jataka chứa một câu chuyện về Mật tông trong hình thức của một chú Thỏ Khôn trí đem đến sự lương tâm tối thượng bằng cách tự cống hiến mình như một bữa ăn cho Sakka. (Hyde, 1983, 58–60)
Trong Giáo hội Chính thống Đông phương, bánh mì và rượu trong thánh lễ được xưng tội là "Những Món Quà." Đầu tiên, chúng là những món quà của cộng đồng (cả cá nhân và tập thể) dành cho Chúa, và sau đó, sau lễ khẩn, chúng trở thành Những Món Quà của Thân Thể và Máu của Chúa Giêsu dành cho Hội Thánh.
Các nghi lễ hiến tế có thể được xem như là những món quà đền đáp cho một Thần thánh.